# Tote Hand (Recht)
Tote Hand (lateinisch Manus mortua) ist die rechtliche Bezeichnung für das Eigentum von Korporationen wie der Kirche oder Stiftungen an meist unbeweglichen Wirtschaftsgütern, die aufgrund des ursprünglichen Stifterwillens nicht wieder veräußert werden dürfen oder sollen und somit vom Erbgang ausgeschlossen und dem Privatrechtsverkehr entzogen, also amortisiert sind.

## Historische Entwicklung
Der Begriff Tote Hand entwickelte sich historisch im Feudalrecht, von dort gelangte er in das gemeine Recht und in das Kirchenrecht, wo im Benefizium lehnsrechtliche Formen übernommen wurden.
Im Lehnsrecht sollte mit der Regelung der Toten Hand verhindert werden, dass die Lehnsgüter in die Hand von Personen außerhalb des Lehnsverbandes gelangten. Die Regelung brachte dem Lehnsherrn aber auch zeitweilige Einkünfte. Der Erwerb der davon betroffenen Güter führte dazu, dass der Erbfall wegfiel, weshalb man diese Güter dann als Güter der Toten Hand bezeichnete, wobei Hand hier im Sinne von Besitz gemeint ist. Im 13. Jahrhundert wurden in ganz Europa sog. Amortisationsgesetze erlassen, zum Beispiel in England 1279 und 1290 durch Eduard I. die Statutes of Mortmain. So konnte die Tote Hand Güter nur gegen Bezahlung einer eigenen Abgabe erwerben. Auch laufende Steuern, die von der Toten Hand anstelle der Grund- und Erbschaftssteuern zu bezahlen waren, wurden eingeführt.
In Deutschland wurde die im Mittelalter entstandene Häufung der Toten Hand bei Kirchen und Klöstern durch die Umverteilungen infolge von Reformation, Westfälischem Frieden (1648) und Reichsdeputationshauptschluss zurückgeführt. Parallel wurden beispielsweise vergleichbare Institutionen wie der private Fideikommiss beschränkt und später gänzlich aufgehoben. Das moderne bürgerliche Zivilrecht, von Bernhard Großfeld als ewigkeitsscheu bezeichnet, setzte sich gegen diese perpetuierenden Eigentumsformen durch.
Im deutschen Zivilrecht enthielt zuletzt Art. 87 EGBGB Bestimmungen über Erwerbsbeschränkungen der Toten Hand.
Im Islam entspricht die Einrichtung der Toten Hand der Institution Waqf, die ebenfalls unbewegliche Güter umfasst, die der Warenzirkulation entzogen sind.